# Сука білгорайська

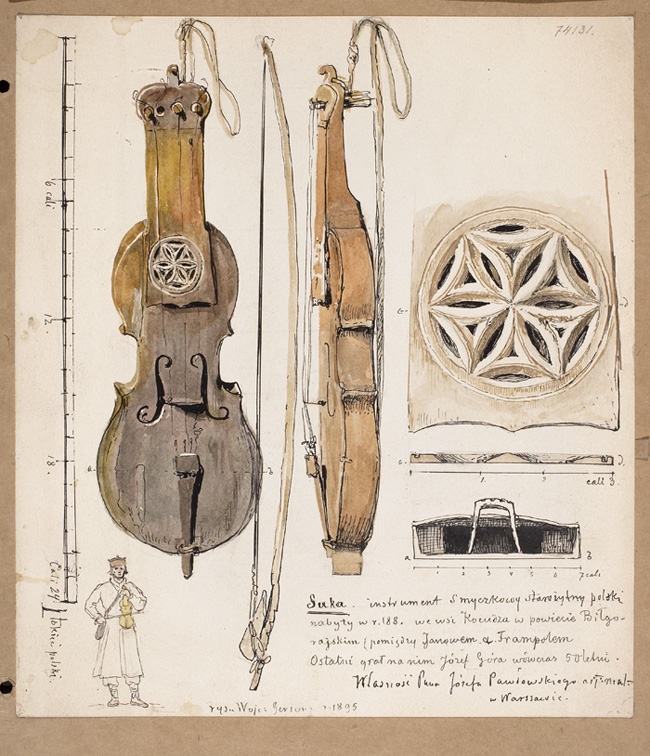
Акварель Войцеха Герсона 1895 року із зображенням суки з Кокуди, прикрашеної шестигранною зіркою

Сука білгорайська — старовинний польський струнний музичний інструмент із групи народних хордофонів, за будовою нагадує скрипку. Названий в честь міста Білгорай.

## Історія
Ранні форми скрипки, такі як гуслє, та інші інструменти, на яких звучання отримували, керуючи струнами за допомогою смичка, відомі в Польщі принаймні з X століття. Нині, головним чином завдяки археологічним відкриттям, відомо декілька унікальних конструкцій струнних інструментів, що збереглися в Польщі. Оригінальні інструменти, такі як гуслє XI століття з Ополе, п'ятиструнний інструмент XII століття, знайдений у Гданську в 1948 році, і шестиструнний інструмент XV століття, викопаний у 1985 році в Плоцьку, відомий як Фідель Плоцка., були знайдені  .
Музикознавці з-за кордону також згадали характерні для Польщі польські скрипки . Про польську скрипку згадував ранній німецький композитор і вчитель музики Мартін Агрікола у праці «Musica instrumentalis», виданій у Віттенберзі в 1528 р., та у праці «Syntagma Musicum» від 1619 р. німецького музичного теоретика та композитора Міхаеля Преторіуса.
Найдовше у користуванні була сука, яка ще в XIX столітті використовувалася як народний інструмент. Немає певних даних про його походження або ступінь поширеності. На цьому інструменті, ймовірно, грали в околицях Білгорая та Янова-Любельського. Єдиний описаний екземпляр цього інструменту походить із села Білаки поблизу Коцуди, яке з 1831 року входить до складу Здзіславиці. Скоріше, це був універсальний інструмент, що стосується репертуару, хоча завдяки, наприклад, звучанню він особливо добре гармонує зі співом, тому, ймовірно, супроводжував виконання пісень, зокрема т. зв. «Дзядовські пісні», можливо, вона також була у складі гуртів.
Жоден екземпляр суки не зберігся до нашого часу. Реконструйовано на основі акварелі Войцеха Герсона ( 1895 ), в т.ч. скрипалів Збігнєва Бутрина з Янова-Любельського та Анджея Кучковського з Варшави.

## Будова
Корпус інструменту вирізаний з цільного шматка черешні. Має форму, схожу на форму та розміри альта, має від чотирьох до семи струн.
Інструмент характеризується широким і коротким грифом, декоративною розеткою, вирізаною на грифі, й струнотримачем, що спирається на нижню пластину.

## Спосіб гри
Інструмент тримають на коліні у вертикальному положенні, спираючись на плече гравця. Грають на ній за допомогою техніки нігтів, тобто струни вкорочуються не натисканням зверху, а бічним дотиком до нігтя. Ця технологія була описана як характерна для польських інструментів у XVI столітті німецьким теоретиком Мартіном Агріколою .
У 90-х роках два музиканти самостійно зробили спроби відтворити манеру гри на суці білгорайській: Збігнєв Бутрин з міста Янів-Любельський та Марія Помяновська з Варшави.
Техніка нігтів збереглася і відома у виконавчій практиці азійських країн — у грі в Сарангі в Індії та Непалі та в Сарінда в Бенгалії.